# Макруронусы
Макруронусы (лат. Macruronus) — род лучепёрых рыб из семейства Macruronidae, включающий 4 вида.

## Классификация
В состав рода включают 4 вида
- Macruronus capensis
- Macruronus maderensis
- Macruronus magellanicus Lönnberg, 1907 — Американский макруронус, или аргентинский макруронус, или длиннохвостая мерлуза
- Macruronus novaezelandiae (Hector, 1871) — Новозеландский макруронус

Довольно многочисленны у берегов Аргентины и Чили (Macruronus magellanicus) и у Новой Зеландии и Тасмании (Macruronus novaezelandiae), где являются объектами промысла. Два других вида, южноафриканский Macruronus capensis и мадейрский Macruronus maderensis, встречаются реже. Длина тела — 100—130 см. У аргентинского макруронуса спина голубая, бока и брюхо серебристые; у новозеландского окрас красноватый. Питаются макруронусы мелкими сельдевыми рыбами (шпроты, сардины, анчоус), крилем и головоногими моллюсками. Вместе с мерлузами их улов составляет до 1/6 доли улова всех тресковых рыб.